# Faisan d'or

Cordon de l'ordre.

Le faisan d'or (きじ章, kiji-shō) est la plus haute décoration du mouvement scout japonais. Décerné depuis 1952, il récompense les services exceptionnels apportés au scoutisme. Il est décerné par le chef scout du Japon, décerné pour des réalisations éminentes et des services méritoires rendus à l'Association pendant une période d'au moins vingt ans. Il peut être décerné à tout membre d'une association scoute affiliée à l'Organisation mondiale du mouvement scout.
Le prix consiste en un médaillon représentant un faisan doré stylisé, suspendu à un ruban blanc à deux bandes rouges porté autour du cou. L'emblème de l'uniforme, porté sur la poche, se compose de deux bandes rouges sur fond blanc avec un dispositif doré de 5 mm de l'emblème du scout japonais.